# 荻野勝朗
荻野 勝朗（おぎの かつろう、1949年 - ）は、日本の実業家。東京都出身。中央大学商学部卒業。
スポーツ用品店「ヴィクトリア」の創業者で、2023年現在はカラオケボックス「パセラ」などを運営するニュートン・サンザグループの会長。

## 略歴
大学時代に、実家で持っていた貸家がたまたま空いてしまったのを機に、その貸家を改装してラーメン屋を始めた。その際に、隣にあったスポーツ用品店の社長がよく来店していて、ラーメンを食べながら店の売上を集計している様子を見て、自分の店（ラーメン屋）の売上よりも遥かに大きな売上を挙げていたことから、スキー専門店を開くことを思いつく。
大学卒業後一旦は就職するものの、数ヶ月で退職し、1972年に当時早稲田にあった自宅を改装しスキー用品専門店として「ヴィクトリア」を創業。数ヶ月は鳴かず飛ばずの状態が続くが、たまたま産経新聞が「学生街の珍商売」として店を取り上げてくれたことが契機となり、一気に売上が伸びる。以後は同社の経営者として、ヴィクトリアを全国チェーンに育て、ピーク時には年商900億円を超えた。しかし「自分の中で経営に行き詰まり感を感じた」とのことで、ヴィクトリアの経営を兄に譲った（後にヴィクトリアはゼビオホールディングス傘下となる）。
その後、自らは「株式会社ナチュラル総研」（後のNSグループ）を立ち上げ次の事業を模索。そこで当時は「不良のたまり場」とのイメージの強かったカラオケボックスに着目し、「ヴィクトリアの経験から「間違ったことで溢れている業界なら、勝てる」という自信があった」との考えから「カラオケ パセラ」を立ち上げた。以後パセラを中心に、パチスロ店「グリンピース」（1988年参入、2023年撤退）、カプセルホテル「安心お宿」、リゾートホテルなどを立ち上げ、“新業態開発企業”を標榜するニュートン・サンザグループを成功させた。
2023年4月、グループの統括会社である株式会社NSグループの社長の座を娘の荻野佳奈子に譲り、自らは代表取締役会長となる。

## エピソード
2023年1月、東京・秋葉原の電気街で170mの高層ビルを建設する再開発計画が浮上した際には、石丸電気元社長の石丸俊之らと共に再開発反対派に周り、再開発を推進するオノデン社長の小野一志らと対立した。